# Vitrail des Apôtres (Chartres)
Pour un article plus général, voir Vitraux de Chartres.
Le vitrail des Apôtres à Chartres est le vitrail central de la chapelle axiale de la cathédrale Notre-Dame de Chartres.
La verrière, offerte par la guilde des boulangers, date du premier quart du XIIIe siècle (1210—1225). Elle est contemporaine de la cathédrale actuelle reconstruite après l'incendie de 1194, a été restaurée en 1872 par Coffetier, puis par l'atelier Lorin en 1921 et en 1994-1995. Elle est classée aux monuments historiques en 1840.

## Composition du vitrail
La verrière est composée de trente-quatre sous-panneaux, organisés en quatre séries de grands panneaux de 3x3 sous-panneaux. Les trois premiers grands panneaux (à partir du bas) sont effectivement formés de 3x3 sous-panneaux carrés ; le panneau supérieur, qui s'inscrit dans l'ogive, n'a que sept sous-composants, les trois supérieurs étant de forme irrégulière. Les grands panneaux forment chacun par leurs bordures un dessin formant une croix ogivale quadrilobée centrale de cinq scènes, et les quatre sous-panneaux d'angle dessinent de leur côté deux parties tri-lobées, qui raccordent ces grands panneaux dans une continuité latérale.
L'ensemble mesure 8,82 m sur 2,09 m.
Toutes les scènes sont sur fond bleu, et sont bordées d'une triple bordure rouge, bleue et blanche. Deux croix ogivales successives sont séparées par un petit carré au motif symétrique. À l'intérieur de chaque croix ogivale, le sous-panneau central est séparé des autres par une bordure bleue bordée de deux filets rouges et semée de points dorés. L'ensemble est posé sur une mosaïque à résille droite, composée de carrés bleus bordés de rouge, les coins ponctués par une perle jaune. Le vitrail dans son ensemble est bordé d'un motif de cercles rouges bordés de jaunes sur fond bleu, portant alternativement une fleur verte et une fleur bleue, au pistil jaune.

## Thématique
La chapelle axiale est consacrée à la mission des Apôtres, ce qui constitue, dans le cadre de la cathédrale de Chartres dédiée à Notre-Dame, une originalité par rapport aux autres cathédrales dont la chapelle axiale est généralement consacrée à la Vierge. Cependant, il est à noter qu'en 1208, le pape Innocent III lance la croisade contre les Albigeois et rappelle, à cette occasion, la mission des apôtres dont les évêques sont les successeurs.
Les trois sous-panneaux du bas illustrent les activités de la corporation des donateurs, celles des boulangers,. Au-dessus, les deux premières croix ogivales ainsi que le bas de la troisième sont consacrés à l'appel des Apôtres, au début de leur mission. La période d'enseignement du Christ est réduite à la bande centrale du troisième panneau, où seul le sous-panneau de gauche le représente : les deux autres représentent les discussions des lévites et des pharisiens préparant le procès et la condamnation du Christ. Le haut du panneau représente la passion, et la résurrection, début de l'envoi en mission des Apôtres.

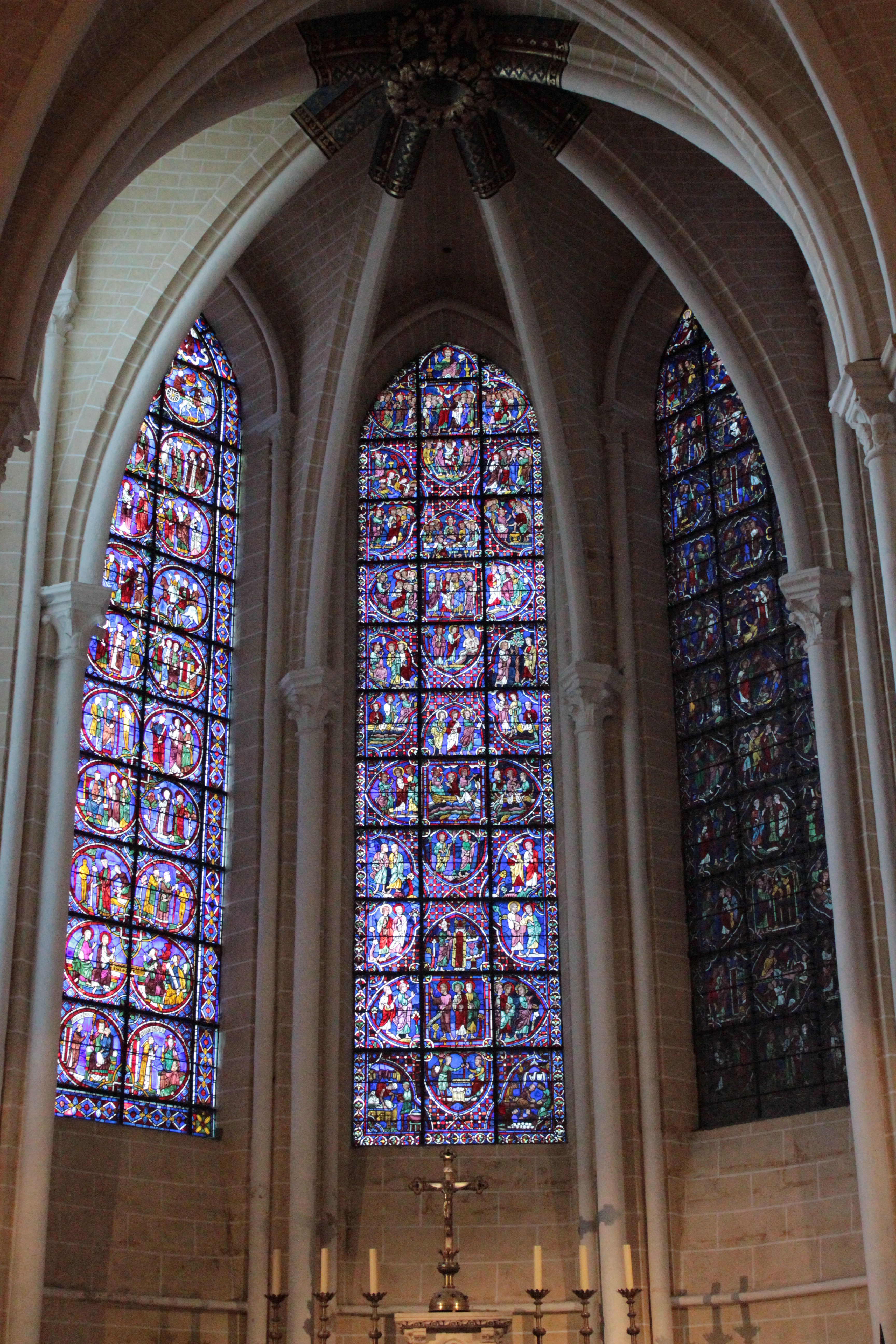
Le vitrail dans la chapelle des Apôtres.

## Description des panneaux
Le vitrail se lit de bas en haut. En règle générale, dans un grand panneau donné, les deux sous-panneaux angulaires du bas se lisent avant la croix trilobée centrale, et les deux sous-panneaux du haut après celle-ci.
|  | (IV) De bas en haut, et de gauche à droite, : 1. Le Christ prie au mont des Oliviers pendant que les Apôtres dorment,. 2. Arrestation du Christ, Jean s'enfuit en se faisant arracher son manteau,. 3. Les Apôtres abandonnent le Christ. 4. Le Christ ressuscité apparaît aux Apôtres,. 5. Ascension, les Apôtres regardent le Christ dont on ne voit plus que les pieds,. 6. Pentecôte, les Apôtres reçoivent l'Esprit sous forme de langues de feu. 7. Le Christ en gloire régnant sur le monde. Il tient un globe représentant la Terre sous forme d'une carte en T, marquée des lettres Alpha et Oméga.                                                       |
|  | (III) De bas en haut, et de gauche à droite, : 1. Le Christ enseigne deux apôtres. 2. Jésus bénit un disciple qui baptise trois hommes en Judée. 3. Philippe appelle Nathanaël sous un figuier. 4. Le Christ enseigne les Apôtres. 5. Des pharisiens se concertent et décident de faire mourir Jésus. 6. (Panneau moderne) Un groupe d'hommes. 7. Le Christ annonce sa Passion, Simon proteste,. 8. La cène,. 9. Le lavement des pieds. |
|  | (II) De bas en haut, et de gauche à droite, : 1. (Panneau moderne) Deux passants. 2. Le Christ appelle Philippe. (inscription à son pied : S. Philipus) 3. (Panneau moderne) Deux apôtres. 4. Jésus appelle Jacques et Jean,. 5. La pêche miraculeuse,. Simon se prosterne devant le Christ, André tire le filet. 6. La pêche miraculeuse. Jacques et Jean tirent le filet. 7. Le Christ sort de la barque et invite les apôtres à le suivre,. 8. Le Christ appelle deux nouveaux apôtres, Philippe et Nathanaël. 9. Jacques et Jean quittent Zébédée dans la barque et suivent le Chris.                                                                          |
|  | (I) De bas en haut, et de gauche à droite, : 1. Donateurs : les boulangers. Un homme pétrit la pâte, un autre tient une cruche. 2. Donateurs : les boulangers. Un homme achète du pain au boulanger derrière son comptoir. 3. Donateurs : les boulangers. Trois hommes pétrissent la pâte, un autre enfourne le pain. 4. (Panneau moderne) Le Christ suivi du jeune homme. 5. Jean Baptiste désigne le Christ à deux apôtres. Le phylactère porte "Ecce Agnus Dei". 6. Le Christ emmène deux apôtres. 7. (Panneau moderne) Deux apôtres. 8. Le Christ désigne l'entrée d'une ville, probablement Capharnaüm où il va séjourner. 9. (Panneau moderne) Deux apôtres. |